# Fałszywe oskarżenie o gwałt
Fałszywe oskarżenie o gwałt – zgłoszenie gwałtu, gdy w istocie do niego nie doszło.
Wśród oskarżeń o gwałt kierowanych do policji bądź władz miasteczka akademickiego można znaleźć w przybliżeniu od 2% do 10% przypadków fałszywych zgłoszeń. Ze względu na różne definicje fałszywego oskarżenia rzeczywisty odsetek pozostaje jednak nieznany. Niektóre badania w Europie i Stanach Zjednoczonych podały wskaźniki od dwóch do sześciu procent. Badania w innych krajach podały własne wskaźniki od 1,5% (Dania) do 10% (Kanada).

## Przyczyny
Przyczyny fałszywych oskarżeń o gwałt mogą dzielić się na dwie kategorie: fałszywe wspomnienia lub kłamstwa.

### Fałszywe wspomnienia
Istnieje kilka sposobów, na które domniemana ofiara może przypadkowo uwierzyć, że została zgwałcona przez osobę lub osoby, które ją oskarżają. Należą do nich, ale nie ograniczają się do:
- Terapia odzyskiwania pamięci: wspomnienia o wykorzystywaniu seksualnym odzyskiwane w trakcie terapii przy braku jakichkolwiek dowodów na poparcie, w oparciu o freudowskie pojęcie „represji”.
- Pomylenie przez ofiarę pamiętania prawdziwego gwałciciela z kimś innym
- Zgodność pamięci: pamięć może ulec zanieczyszczeniu, gdy współświadkowie dyskutują o swoich wspomnieniach[6].

### Kłamstwa
Oskarżycielka może mieć kilka motywacji, aby fałszywie twierdzić, że została zgwałcona. Nie ma zgody co do tego, do ilu różnych kategorii można je zaliczyć. Eugene Kanin (1994) umieścił je w trzech: zemsta, przedstawienie alibi lub uzyskanie współczucia/uwagi. Sandra Newman wymieniła cztery kategorie w 2017 r. Według De Zutter i in. (2017), podział Kanina jest niewystarczający i należy uznać w sumie osiem różnych kategorii:
- Zysk materialny: otrzymanie pieniędzy, awans zawodowy lub inne korzyści materialne.
- Stworzenie alibi: fałszywy zarzut jest wykorzystywany w celu ukrycia innych zachowań, takich jak spóźnienie lub nieobecność na spotkaniu.
- Zemsta: odwet na osobie nielubianej poprzez zniszczenie reputacji, wolności lub finansów.
- Uwaga: próba uzyskania od kogokolwiek jakiejkolwiek uwagi, pozytywnej lub negatywnej.
- Współczucie: szczególny rodzaj zwracania uwagi, w ramach którego skarżący stara się poprawić osobiste relacje z konkretną osobą.
- Zaburzony stan psychiczny; może obejmować fałszywe wspomnienia („halucynacje seksualne”) lub patologiczne kłamstwa.
- Przeetykietowanie (ang. relabeling): seks za obopólną zgodą jest przeetykietykowany później jako gwałt na policji, ze względu na jego rozczarowujący lub wstydliwy charakter. De Zutter i in. twierdzą, że należy dokonać rozróżnienia między niektórymi czynami w trakcie spotkania seksualnego za obopólną zgodą, których uczestniczka nie chciała lub nie miała ochoty podejmować, ale mimo to wyraziła zgodę (np. aby zadowolić swojego partnera) z jednej strony, a gwałtem (seksem bez obopólnej zgody) z drugiej, ale wielu laików, a nawet niektórych uczonych nie dokonuje tego rozróżnienia i myli je. Często zdarza się, że relacje o takim „niechcianym seksie za obopólną zgodą” są przekazywane przyjaciołom i rodzinie, którzy interpretują je jako gwałt i wywierają na skarżącego presję, aby złożył doniesienie.
- Żal: po odbyciu dobrowolnego seksu, skarżąca doświadcza negatywnych uczuć, takich jak obrzydzenie, wstyd i smutek; gdy inni zauważą to i pytają o źródło tych negatywnych uczuć, są one wówczas skłonne do postrzegania spotkania jako gwałt i umieścić skarżącego pod presją, składając zarzut[7].

### Niewiedza przyczyny
Według De Zutter et al. (2017), 20% skarżących stwierdziło, że nie wie, dlaczego złożyły fałszywy zarzut.

## Szacunki dotyczące występowania fałszywych zarzutów o gwałt
Ocena powszechności występowania fałszywych oskarżeń jest niezwykle trudna. We wszystkich jurysdykcjach istnieje klasyfikacja fałszywych oskarżeń, co powoduje, że sprawy te są łączone z innymi rodzajami spraw (np. gdy oskarżona nie stawiała oporu fizycznego podejrzanemu lub nie doznała obrażeń) pod nagłówkami takimi jak „nieuzasadnione” lub „niepotwierdzone”. Istnieje wiele powodów innych niż fałszywość, które mogą prowadzić do zamknięcia sprawy o gwałt jako bezpodstawnej lub niepotwierdzonej. Margaret DiCanio (1993) stwierdziła, że chociaż naukowcy i prokuratorzy nie zgadzają się co do dokładnego odsetka spraw, w których istniały wystarczające dowody, aby stwierdzić, że zarzuty były fałszywe, to na ogół zgadzają się co do zakresu od 2% do 10%. Ze względu na różne definicje „fałszywego oskarżenia” rzeczywisty odsetek pozostaje nieznany. W badaniu z 2009 roku dotyczącym spraw o gwałt w Europie stwierdzono, że odsetek spraw uznanych za fałszywe wahał się od czterech do dziewięciu procent.
Innym czynnikiem komplikującym jest fakt, że dane dotyczące fałszywych zarzutów na ogół nie pochodzą z badań mających na celu oszacowanie częstości występowania fałszywych zarzutów; pochodzą one raczej z przeglądów danych dotyczących dochodzeń i ścigania w ramach systemów wymiaru sprawiedliwości w sprawach karnych. Celem takich badań jest ustalenie, czy istnieją wystarczające dowody do ścigania, a nie ocena spraw, w których nie ma wystarczających dowodów do ścigania i zakwalifikowanie takich spraw jako „fałszywe” lub „prawdziwe”.

### Archives of Sexual Behavior z 2016
Claire E. Ferguson i John M. Malouff przeprowadzili metaanalizę potwierdzonych przypadków fałszywych zgłoszeń gwałtu w Archives of Sexual Behavior w 2016 r. i stwierdzili, że 5,2% przypadków to potwierdzone fałszywe zgłoszenia gwałtu. Autorzy zwracają uwagę, że „łączny wskaźnik fałszywych zgłoszeń... byłby wyższy niż stwierdzony tutaj wskaźnik 5%”, gdyby możliwe było dołączenie do potwierdzonych zarzutów również fałszywych zgłoszeń.

### Raport Wydziału Policji w Los Angeles z 2014
Badaczki Cassia Spohn, Clair White i Katharine Tellis zbadały dane dostarczone przez Departament Policji w Los Angeles w USA z 2008 roku i stwierdziły, że fałszywe doniesienia w sprawach o gwałt stanowiły około 4,5%. Po zapoznaniu się z pracami Cassii Spohn Prokuratura Okręgowa Los Angeles, która początkowo współpracowała przy opracowaniu raportu, stwierdziła, że „perspektywa, wnioski i rekomendacje polityczne są niezgodne z amerykańskimi konstytucyjnymi zasadami sprawiedliwości, należytej ochrony procesu i etycznych obowiązków prokuratorów”.
Wydział ten zauważył, że Spohn i in. prawdopodobnie miały ideologiczne uprzedzenia wobec oskarżonych i „nie rozwinęły zrozumienia systemu sądownictwa karnego w hrabstwie Los Angeles”.

### Raport Koronnej Służby Prokuratorskiej z lat 2011–2012
Raport Koronnej Służby Prokuratorskiej (CPS) zbadał zarzuty gwałtu w Anglii i Walii w okresie 17 miesięcy od stycznia 2011 r. do maja 2012 r. Wykazało ono, że w 35 przypadkach organy ścigania ścigały osobę za postawienie fałszywych zarzutów, natomiast wniosły 5651 oskarżeń o gwałt. Keir Starmer, szef CPS, powiedział, że „sam fakt, że ktoś nie złożył skargi lub wycofał ją, nie jest sam w sobie dowodem na to, że była ona fałszywa” i że jest to „błędne przekonanie”, że fałszywe oskarżenia o gwałt są powszechne.
Dodał, że raport pokazał również, że znaczna liczba fałszywych oskarżeń o gwałt (i przemoc domową) „dotyczyła młodych, często bezbronnych osób. Około połowa przypadków dotyczyła osób w wieku do 21 lat, a część dotyczyła osób mających problemy ze zdrowiem psychicznym. W niektórych przypadkach osoba, której zarzuca się dokonanie fałszywego zgłoszenia, była niewątpliwie ofiarą pewnego rodzaju przestępstwa, nawet jeśli nie tego, które zgłosiła.

### Raport Lisaka z 2010
Opublikowane w 2010 roku badanie Davida Lisaka w książce Violence Against Women, podaje sklasyfikowanie jako ewidentnie fałszywe 8 ze 136 (5,9%) zgłoszonych gwałtów na amerykańskich uniwersytetach w ciągu 10 lat.
Amerykański psycholog David Lisak skrytykował zbiór badań wykorzystanych w pracy Rumneya z 2006 roku, który oszacował wskaźnik fałszywych oskarżeń na 1,5–90%. Lisak stwierdził, że wiele z tych statystyk wprowadza w błąd podczas badania i gdy źródła tych szacunków są dokładnie badane, jasne jest, że tylko ułamek raportów stanowi wiarygodne badania i że te wiarygodne badania wskazują na znacznie mniejszą zmienność wskaźników fałszywych doniesień. Lisak zwrócił uwagę, że nawet w swoim opracowaniu Rumney stwierdził, że wiele z tych badań ma niedoskonałości i nie powinno być wykorzystywanych do szacowania częstotliwości występowania fałszywych doniesień o gwałt.

### Raport Burmana, Lovett i Kelly z 2009
W badaniu pierwszych 100 raportów o gwałtach po 1 kwietnia 2004 roku w Szkocji badacze stwierdzili, że około 4% raportów zostało uznanych przez policję za fałszywe.
W oddzielnym raporcie tych samych badaczy, którzy w tym samym roku badali dane pierwotne z kilku krajów Europy, w tym Austrii, Belgii, Anglii, Francji, Grecji, Irlandii, Portugalii, Szkocji, Szwecji, Węgier i Walii, stwierdzono, że średni odsetek sprawozdań uznanych przez policję za nieprawdziwe wynosił około 4%, a w żadnym z badanych przez nich krajów nie przekraczał 9%. Zauważyli oni, że przypadki, w których policja ma wątpliwości co do tego, czy zarzut może być „ukryty w kategorii brak dowodów na napaść na tle seksualnym zamiast w kategorii fałszywe, i zaproponowali bardziej szczegółowe badania w celu wyjaśnienia obu kategorii.

### Raport Ministerstwa Sprawiedliwości Wielkiej Brytanii z lat 2008–2009
Brytyjskie Ministerstwo Sprawiedliwości w swojej serii badawczej opublikowało raport opisujący analizę 1149 akt spraw dotyczących przestępstw z użyciem przemocy zarejestrowanych od kwietnia 2008 roku do marca 2009 roku. Zauważyli oni, że 12% oskarżeń o gwałt mieści się w szerszej definicji fałszywych oskarżeń (ofiara była odurzona, nastąpiło opóźnienie w zgłoszeniu przestępstwa, ofiara wycofała skargę po fakcie lub nie zarejestrowano żadnych dowodów na uszkodzenie ciała). Około 3% fałszywych oskarżeń o gwałt zostało zidentyfikowanych jako złośliwe (uznane za celowo fałszywe). W sprawach dotyczących ciężkiego uszczerbku na zdrowiu (GBH) nawet szersza definicja (brak dowodów, opóźnione złożenie zawiadomienia, wycofanie lub odurzenie ofiary) stanowiła jedynie 2% przestępstw.

### Raport Rumneya z 2006
Praca Philipa N.S. Rumneya z 2006 roku w Cambridge Law Journal zawiera przegląd badań nad fałszywymi doniesieniami w USA, Nowej Zelandii i Wielkiej Brytanii.[4] Rumney wyciągnął dwa wnioski ze swojego przeglądu literatury. Po pierwsze, policja w dalszym ciągu niewłaściwie stosuje kryteria „bezkarności” lub „bezzasadności”. Badania Kelly i in. (2005), Lea i in. (2003), HMCPSI/HMIC (2002), Harris i Grace (1999), Smith (1989) i innych wykazały, że decyzje policji o niekaralności były często wątpliwe i oparte wyłącznie na osobistym osądzie funkcjonariusza. Rumney zauważa, że niektórzy funkcjonariusze wydają się mieć stałe poglądy i oczekiwania co do tego, jak prawdziwe ofiary gwałtu powinny reagować na ich wiktymizację. Dodał, że metody jakościowe sugerują również, że niektórzy oficerowie nadal wykazują nieuzasadniony sceptycyzm wobec osób składających skargi na gwałt, podczas gdy inni interpretują takie rzeczy jak brak dowodów lub wycofanie skargi jako „dowód” fałszywego oskarżenia. Drugi wniosek Rumneya jest taki, że nie jest możliwe rozpoznanie z jakąkolwiek pewnością rzeczywistego wskaźnika fałszywych zarzutów, ponieważ wiele badań nad fałszywymi zarzutami przyjęło nierzetelne lub niesprawdzone metodologie badawcze. Stwierdził on na przykład, że oprócz małej liczebności próby, w badaniach Macleana (1979) i Stewarta (1981) wykorzystano wątpliwe kryteria, aby uznać zarzut za fałszywy. MacLean uznał doniesienia za „fałszywe”, jeśli na przykład ofiara nie wydawała się być „w nieładzie (ang. dishevelled)”, a Stewart, w jednym przypadku, uznał sprawę za obaloną, stwierdzając, że całkowicie niemożliwe było zdjęcie wbrew jej woli niezwykle ciasnej bielizny z jej niezwykle dużego ciała.

### Raport Kennedy’ego i Witkowskiego z 2000
Raport Kanina został powielony przez Daniela Kennedy’ego i Michaela Witkowskiego z University of Detroit Mercy. Zarejestrowali oni dane z lat 1988–1997 na nienazwanym przedmieściu liczącym około 100 000 mieszkańców, położonym w pobliżu Detroit w amerykańskim stanie Michigan. Autorzy znaleźli 68 doniesień o gwałcie z użyciem siły, z czego w 22 przypadkach (32%) skarżące przyznały, że ich doniesienia były fałszywe. Podobnie jak w badaniu Kanina, większość z tych fałszywych doniesień posłużyła jako alibi (15 z 22, 68% fałszywych doniesień). W odróżnieniu od badania Kanina, zemsta rzadko była wymieniana jako powód (1 na 22, 5% fałszywych sprawozdań). W pozostałych przypadkach przywoływano zemstę w celu zwrócenia na siebie uwagi (6 z 22, 27% fałszywych doniesień).

### Statystyki FBI z lat 1995–1997
W USA raporty FBI z lat 1995, 1996 i 1997 konsekwentnie podawały liczbę „bezpodstawnych” oskarżeń o gwałt na poziomie około 8%. Natomiast średni wskaźnik bezzasadnych zgłoszeń dla wszystkich „przestępstw indeksowych” (morderstwo, napaść z bronią w ręku, gwałt, rozbój, podpalenie, włamanie, kradzież i kradzież samochodów) śledzonych przez FBI wynosi 2%. Te szacunki nie pojawiają się jednak w kolejnych raportach FBI.
Szacunek ten został skrytykowany przez Bruce’a Grossa jako niemal bezsensowny, ponieważ wiele jurysdykcji, z których FBI gromadzi dane, posługuje się inną definicją „bezpodstawności”, która, jak napisał, obejmuje przypadki, w których ofiara nie walczyła fizycznie z podejrzanym lub podejrzany nie używał broni, oraz przypadki, w których ofiara miała wcześniejszy stosunek do podejrzanego.

### Raport Kanina z 2004
W 1994 r. Eugene J. Kanin z Uniwersytetu Purdue zbadał przypadki fałszywych oskarżeń o gwałt, które zostały przedstawione policji w jednej małej społeczności miejskiej w środkowo-zachodnich Stanach Zjednoczonych (70 000 mieszkańców) w latach 1978–1987. Stwierdził on, że w przeciwieństwie do wielu większych jurysdykcji, ten wydział policji miał środki, aby poważnie rejestrować i dążyć do zamknięcia wszystkich skarg dotyczących gwałtu, bez względu na zasługi. Następnie stwierdził, że każde dochodzenie zawsze wiąże się z poważną ofertą badania wariografem skarżących i podejrzanych” oraz skarżąca musi przyznać, że nie doszło do żadnego gwałtu. Jest ona jedynym agentem, który może powiedzieć, że oskarżenie o gwałt jest fałszywe.
Liczba fałszywych oskarżeń o gwałt w badanym okresie wyniosła 45, co stanowiło 41% ze 109 złożonych w tym okresie skarg. Badacze sprawdzili, gdy tylko było to możliwe, w przypadku wszystkich skarżących, którzy wycofali swoje oskarżenia, czy ich nowy opis wydarzeń jest zgodny z wersją wydarzeń przedstawioną przez oskarżonego.
Po przejrzeniu akt policyjnych, Kanin podzielił fałszywe oskarżenia na trzy szerokie motywy: alibi, zemsta i poszukiwanie uwagi. Motywacjom tym przypisano odpowiednio około 50, 30 i 20 procent. Kategoryzacja ta została poparta szczegółami odwołanie sprawy przez skarżące i inną dokumentacją ich spraw.
Kanin zbadał również połączone akta policyjne dwóch dużych uniwersytetów znajdujących się w środkowo-zachodnich stanach w okresie trzech lat (1986-1988) i stwierdził, że 50% zgłoszonych gwałtów z użyciem siły zostało uznanych za fałszywe oskarżenia (32 z 64 ogółem). Nie korzystano z wariografów, a oskarżenie o gwałt zostało uznane za fałszywe dopiero po ponownym złożeniu skargi. W tej próbie wyżej wymienione motywy były mniej więcej równomiernie rozłożone między alibi a zemstą, przy czym tylko jeden przypadek charakteryzował się poszukiwaniem uwagi.

### W Kanadzie
Według Statistics Canada, w 2016 i 2017 roku odpowiednio 19% i 14% zarzutów o napaść na tle seksualnym zostało uznanych za bezpodstawne. Stwierdzono jednak również, że w przypadku poważniejszych i gwałtownych przypadków napaści seksualnej prawdopodobieństwo uznania ich za nieuzasadnione jest mniejsze niż w przypadku mniej poważnych czynów. Przypadki uznane za nieuzasadnione to przypadki, w których policja ustaliła, że napaść nie miała miejsca i nie była usiłowana.
Według Globe and Mail, statystyki dotyczące spraw bezpodstawnych są często utrzymywane w tajemnicy, co nie stanowi dla policji bodźca do ich analizowania i rozliczania.

### Raport policji w stanie Wiktoria w Australii z 2006
Badanie 850 oskarżeń o gwałt przedstawionych policji w Wiktorii w Australii w latach 2000–2003 wykazało, że 2,1% zostało ostatecznie zakwalifikowanych przez policję jako fałszywe, a skarżący następnie oskarżeni lub zagrożeni oskarżeniami o złożenie fałszywego zgłoszenia na policję.

### Raport Home Office z 2005
Brytyjskie Ministerstwo Spraw Wewnętrznych (Home Office) opublikowało w 2005 r. badanie, które obejmowało 2643 sprawy o napaść na tle seksualnym, od wstępnego zgłoszenia gwałtu do wszczęcia postępowania sądowego. Badanie opierało się na 2.643 sprawach o napaść na tle seksualnym, z których 8% zostało sklasyfikowanych przez policję jako fałszywe doniesienia w oparciu o orzeczenie policji, a wskaźnik ten wynosił 2,5%, gdy został określony przy użyciu oficjalnych kryteriów dot. fałszywych doniesień. Badacze doszli do wniosku, że nie można przyjmować wszystkich doniesień policji za wartość nominalną oraz że tu mamy do czynienia z przeszacowaniem skali fałszywych doniesień zarówno przez policjantów, jak i prokuratorów.

### Raport Jana Jordana z 2004
Jan Jordan z Uniwersytetu Wiktorii w Wellingtonie badał akta policyjne z 1997 roku o gwałtach i napadach na tle seksualnym z Auckland, Wellington i Christchurch, trzech głównych miast Nowej Zelandii. Około 75% z 164 akt policyjnych dotyczyło gwałtów, pozostała część dotyczyła przypadków napaści na tle seksualnym bez penetracji. Jordan podzielił sprawy na cztery główne kategorie. Po pierwsze, w 34 przypadkach (21%) policja uznała skargę za prawdziwą. Po drugie, w 62 przypadkach (38%) policja nie była pewna, czy skarga była prawdziwa czy fałszywa. Po trzecie, w 55 przypadkach (33%) policja uznała, że skarga jest nieprawdziwa. Po czwarte, w 13 przypadkach (8%) skarżąca stwierdziła, że jej zarzuty były fałszywe. W tej czwartej kategorii, w 8 z tych 13 przypadków (62%), inna strona wezwała policję w imieniu powoda lub naciskała na powoda, aby skontaktował się z policją.

## Krytyka
Do krytyków raportu Kanina należy David Lisak, profesor nadzwyczajny psychologii i dyrektor projektu badań nad męską traumą seksualną na Uniwersytecie Massachusetts w Bostonie. Stwierdził on: Artykuł Kanina z 1994 r. na temat fałszywych zarzutów jest prowokacyjny, ale nie jest to naukowe opracowanie kwestii fałszywego zgłaszania gwałtu. Z pewnością nie powinien być nigdy wykorzystywany jako podstawa naukowa do stwierdzenia częstości występowania fałszywych zarzutów.
Według Lisaka, w badaniu Kanina brakowało jakiejkolwiek systematycznej metodologii i nie zdefiniował on samodzielnie fałszywego zgłoszenia, a zamiast tego zarejestrował jako fałszywy każde zgłoszenie, które departament policji uznał za fałszywy, podczas gdy Kanin stwierdził, że kobiety zgłaszające fałszywe zarzuty gwałtu wycofały go. Departament zaklasyfikował jako nieprawdziwe doniesienia, które skarżący później uznał za nieprawdziwe, ale Lisak zwrócił uwagę, że w badaniach Kanina nie badano procesów policji ani nie zatrudniano niezależnych kontrolerów w celu ochrony wyników przed stronniczością.
Kanin – napisał Lisak – wziął swoje dane z wydziału policji, który korzystał z procedur dochodzeniowych (wariografów) porzuconych przez Departament Sprawiedliwości USA i potępionych przez Międzynarodowe Stowarzyszenie Komendantów Policji. Wiarygodność tych ustaleń może być nieco wzmocniona przez fakt, że policja zdawała się rejestrować szczegóły i okoliczności sfabrykowania”.
Bruce Gross napisał w Forensic Examiner, że badanie Kanina jest przykładem ograniczeń istniejących badań nad fałszywymi oskarżeniami o gwałt. Mała liczebność próby i niereprezentatywne próby wykluczają uogólnienie. Philip N.S. Rumney zakwestionował wiarygodność badań Kanina, stwierdzając, że należy do nich podchodzić z ostrożnością. Argumentował, że najważniejszym problemem badania jest założenie Kanina, że policjanci przestrzegali polityki departamentu, oznaczając jako fałszywe tylko te przypadki, w których skarżąca przyznał się do sfabrykowania. Nie uważał on, że rzeczywista praktyka policyjna, jak wykazały inne badania, mogła odbiegać od wytycznych.

## Postępowanie policji ze zgłoszeniami o gwałtach
Z badań przeprowadzonych przez policję i prokuratorów wynika, że wiele osób w organach ścigania konsekwentnie przecenia wagę fałszywych oskarżeń, co prowadzi do tego, co niektórzy badacze określają jako kulturę sceptycyzmu wobec oskarżycielek w sprawach o napaść na tle seksualnym.

## Prawdopodobne skutki ukazywania w mediach
W European Journal of Psychology Applied to Legal Context André De Zutter wraz z zespołem opisał, jak fałszywe zarzuty gwałtu często przypominają historie o gwałcie przedstawiane w mediach, które nie są typowe dla większości prawdziwych przypadków gwałtu. Fałszywe historie są na ogół szybkie i proste, zawierają niewiele szczegółów lub są złożone i zazwyczaj dotyczą tylko stosunku waginalnego. Niektóre zachowania związane z kłamstwem przez sędziów są w rzeczywistości typowe dla prawdziwych gwałtów, w tym całowanie lub poprzedni związek z gwałcicielem. Prawdziwe raporty o gwałcie często zawierają wiele szczegółów rzadko widziane w mediach lub w fałszywych raportach o gwałtach, na przykład pseudo-intymne działania, szczegółowe interakcje słowne i inaczej szeroki zakres zachowań oprócz po prostu typowego stosunku seksualnego.

## Konsekwencje fałszywych oskarżeń o gwałt w Wielkiej Brytanii
Osoby podejrzane o popełnienie fałszywego oskarżenia o gwałt mogą być oskarżone o przestępstwo cywilne „marnowania czasu policji” lub o przestępstwo „przewrócenia biegu sprawiedliwości”. W okresie pięciu lat, kończącym się w 2014 r., łącznie 109 kobiet zostało oskarżonych o przestępstwa związane z popełnieniem fałszywego oskarżenia o gwałt. W raporcie nie wskazano wyroków wydanych w następstwie oskarżenia. W innym raporcie zidentyfikowano 121 decyzji o oskarżeniach dotyczących fałszywych oskarżeń o gwałt, a w okresie od stycznia 2011 r. do maja 2012 r. dodatkowo 11 fałszywych oskarżeń zarówno o przemoc domową, jak i o gwałt, przy czym 35 z tych spraw było ściganych na podstawie fałszywych oskarżeń o gwałt. Kolejne 3 sprawy były ścigane na podstawie fałszywych oskarżeń zarówno o gwałt, jak i przemoc domową. W raporcie nie wskazano wyroków wydanych w następstwie ścigania.